# پرچم جهادگرایی

پرچمی که توسط سازمان‌های مختلف اسلام‌گرا (از اواخر دهه ۱۹۹۰) با متن سفید شهادتین بر روی زمینه سیاه استفاده می‌شود.

پرچم جهادگرایی، پرچمی است که معمولاً توسط جنبش‌های مختلف اسلام‌گرا و بنیادگرای اسلامی، به عنوان نماد جهادگرایی استفاده می‌شود. این پرچم معمولاً شامل پرچم سیاه با متن سفید شهادتین است که با خوشنویسی عربی بر روی آن، نقش بسته است. گفته می‌شود که استفاده از آن توسط گروه‌های اسلام‌گرا و جهادگرا در دهه ۱۹۹۰ و اوایل دهه ۲۰۰۰، اتخاذ شده است. سازمان‌هایی که از پرچم‌های جهادی استفاده می‌کنند عبارتند از القاعده، الشباب، طالبان، جهاد اسلامی فلسطین، گردان‌های عزالدین قسام و جماعت اسلامی.

## گونه مُهر نبوت

پرچم داعش از طرح مهر محمد، استفاده می‌کند.

گونه‌ای که توسط داعش، القاعده در شبه‌جزیره عربستان، القاعده در مغرب اسلامی، دولت اسلامی عراق و الشباب استفاده می‌شود، گونه‌ای از مُهر ادعایی محمد را به تصویر می‌کشد که برخی از محققان، آن را جعلی و بی‌مورد، می‌دانند.

### قانونی بودن
در اوت ۲۰۱۴، دیوید کامرون، نخست‌وزیر بریتانیا، پیشنهاد داد که هر کسی که «پرچم داعش» را در بریتانیا به نمایش بگذارد، باید دستگیر شود. با استناد به قانون تروریسم ۲۰۰۰، بند ۱ جزء (ب) ماده ۱۳ این قانون بیان می‌کند: «[یک] شخص در یک مکان عمومی اگر وسیله‌ای را به گونه‌ای یا در شرایطی بپوشد، حمل کند یا به نمایش بگذارد که سوءظن معقولی ایجاد کند که او عضو یا حامی یک سازمان ممنوعه است، مرتکب جرم شده است» و می‌تواند با شش ماه زندان یا جریمه قانونی روبرو شود.
همچنین از اوت ۲۰۱۴، تظاهرات عمومی با پرچم جهادی در هلند، ممنوع شده است.
استفاده از تصویر پرچم جهادی مُهر محمد «پرچم داعش» (اما نه سایر نسخه‌های پرچم سیاه) برای اهداف غیرآموزشی از سپتامبر ۲۰۱۴ توسط وزارت کشور فدرال در آلمان ممنوع شده است. اتریش، همسایه آلمان، در همان ماه، ممنوعیتی را پیشنهاد کرد.